# Маят, Владимир Матвеевич
Влади́мир Матве́евич (Мо́рицевич) Мая́т (27 июля (8 августа) 1876, Пушкино — 8 февраля 1954, Москва) — русский и советский архитектор и художник, работавший в Москве преимущественно в стиле модерн. В советское время выстроил несколько зданий в формах конструктивизма.

## Биография
Родился в 1876 году в семье биржевого маклера, мещанина города Клина. В 1888 году поступил в Московское училище живописи, ваяния и зодчества, из которого выбыл в 1903 году до окончания полного курса обучения. В 1895 году был награждён Малой серебряной медалью за успехи в рисунке. В 1898 году работал помощником участкового архитектора в Москве. В 1908 году окончил МУЖВЗ, получив звание неклассного художника архитектуры.
В.М. Маят был увлечён живописью и офортом, которому учился у И. И. Нивинского. C 1918 года выставлялся на художественных выставках. Постоянным соавтором в архитектурных работах В. М. Маята был В. Д. Адамович.
До Октябрьской революции в Москве в Малом Николопесковском переулке, 3. Последние годы жил по адресу: Староконюшенный переулок, 10
В 1920-х годах по проекту архитектора был построен ряд домов в формах конструктивизма.
Скончался 8 февраля 1954 года в Москве после тяжёлой болезни. Похоронен на Введенском кладбище. Могила В. М. Маята является выявленным объектом культурного наследия.

## Проекты и постройки

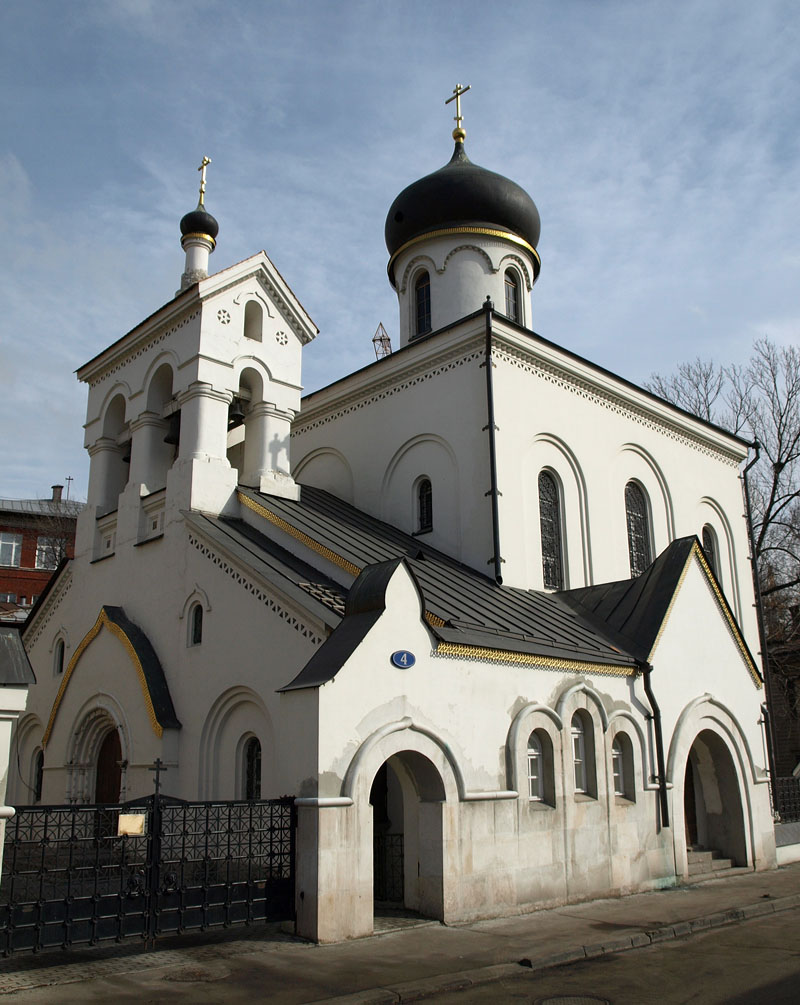
Старообрядческий Храм во имя Покрова Пресвятыя Богородицы

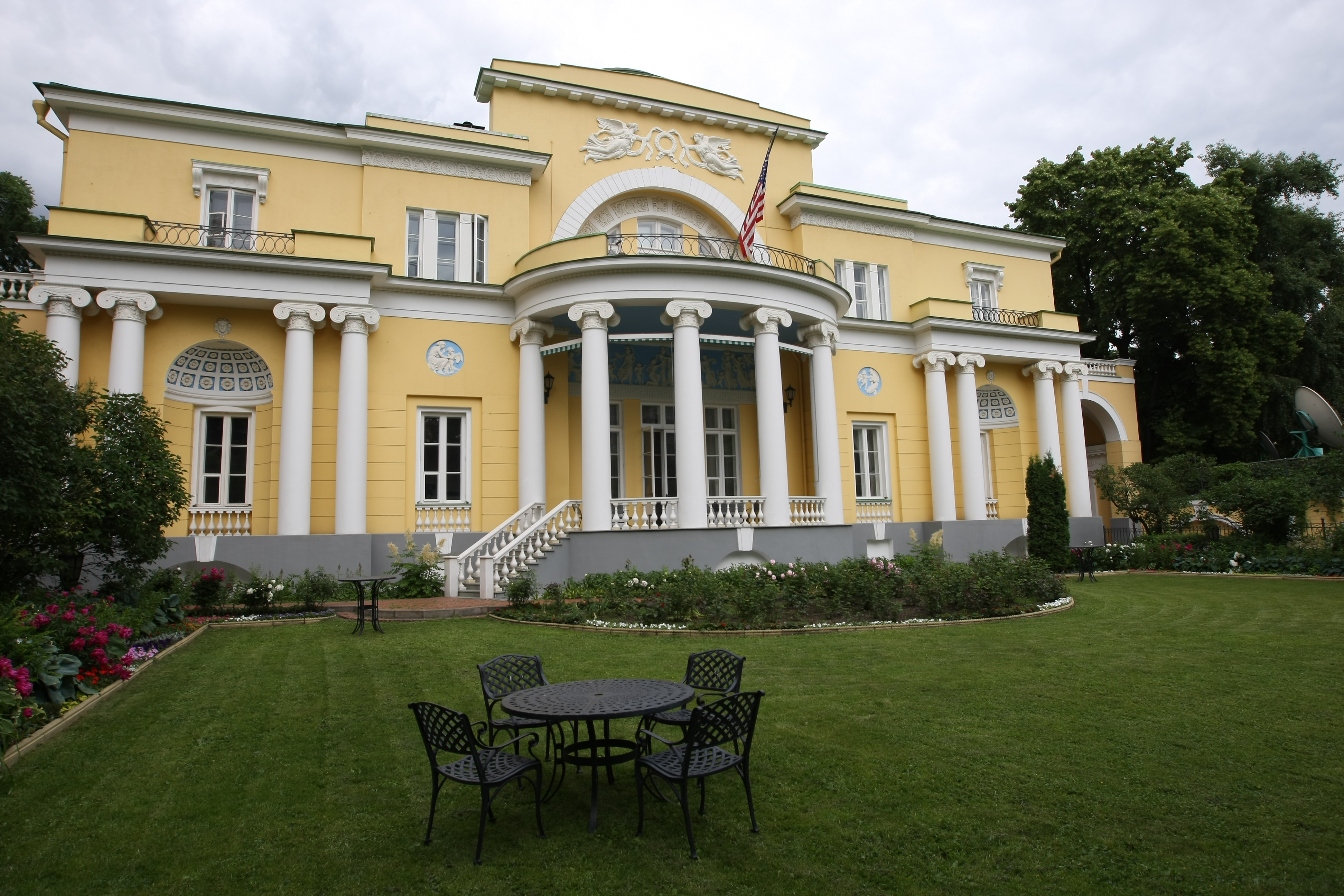
Особняк Н. А. Второва

- 1905—1907 — интерьеры кофейной Д. И. Филиппова (совместно с П. П. Кончаловским, С. Т. Коненковым, Н. А. Эйхенвальдом), Москва, Тверская улица, 10;
- 1908 — вилла Н. П. Рябушинского «Чёрный лебедь» (совместно с В. Д. Адамовичем), Москва, Петровский парк, Нарышкинская аллея, 5 (сгорела, восстановлена А. Г. Измировым)[1];
- 1907—1911 — Старообрядческий Храм во имя Покрова Пресвятыя Богородицы (совместно с В. Д. Адамовичем), Москва, Турчанинов переулок, 4 стр. 2[1];
- 1911 — церковь Святого Николая на Варгунихиной горе старообрядческой Николо-Смоленской общины (совместно с В. Д. Адамовичем), Москва, Смоленская улица, 10, западная часть (разобрана в 1930-х годах);
- 1911—1912 — главный дом, дом управляющего, дом для служащих, электрическая станция, конюшня, каретный сарай, автомобильный гараж, птичник, баня, молочная, коровник, сараи, ледник в усадьбе С. П. Рябушинского «Степино» (совместно с В. Д. Адамовичем), Балашихинский городской округ, в 3 км от платформы Кучино (сохранилось только здание электрической станции);
- 1912—1913 — Императорский Московский археологический институт имени императора Николая II (совместно с В. Д. Адамовичем), Москва, Миусская площадь (ныне в составе зданий РГГУ)[1];
- 1913 — проект некрополя Рябушинских (совместно с В. Д. Адамовичем), Москва (не осуществлён);
- 1913 — загородный дом в имении В. П. Рябушинского под Москвой (совместно с В. Д. Адамовичем) (?)[1];
- 1914 — пристройка к зданию Московского купеческого клуба (совместно с В. Д. Адамовичем), Москва, Малая Дмитровка, 6[1];
- 1915 — особняк Н. А. Второва (совместно с В. Д. Адамовичем), Москва, Спасопесковская площадь, 10[1];
- 1915 — конкурсный проект здания Литературно-художественного кружка, Москва, Малая Дмитровка, 2-я премия (не осуществлён)[6];
- 1915—1916 — особняк-музей С. П. Рябушинского — А. А. Рябушинской (совместно с В. Д. Адамовичем и В. А. Стромковским), Москва, Улица Ямского Поля, 1 (достроен в 1924 году);
- 1915—1916 — отделка интерьеров особняка, Москва, Калашный переулок, 6;
- 1922 — эстрада, Москва, Нескучный сад (не сохранилась);
- 1922 — реставрация дома Московского комитета РКП(б); установка мемориальной доски с урной в память о террористическом взрыве анархистами лидеров большевиков 25 сентября 1919 года[7], Москва, Леонтьевский переулок, 18;
- 1928 — жилой дом кооператива «Красный уголок» (совместно с М. Сегал), Москва Арбат, 20[5];
- 1928 — Дом акционерного общества АРКОС, Москва, Ильинка, 11/10 стр. 1[5];
- 1928 — надстройка жилого дома «Торгсин», Москва, Смоленская площадь, 2/54 [1];
- 1920-е — жилой дом кооператива «Меховик» с магазином, Москва, Ананьевский переулок, 4/2, стр. 1,2.[1];
- 1930-е — конторское здание  «Домостроитель», Москва, Воронцовская улица, 1—3, стр. 2, 2а;[8]
- 1930-е — проект реконструкции Комсомольской площади в Москве[1].